# Serie A 1956 (hockey su pista)
La Serie A 1956 è stata la 33ª edizione (la 7ª a girone unico), del torneo di primo livello del campionato italiano di hockey su pista. La competizione ha avuto inizio il 22 aprile e si è conclusa il 22 settembre 1956.
Lo scudetto è stato conquistato dalla Monza per la terza volta nella sua storia.

## Stagione

### Novità
La federazione decise l'ampliamento della serie A portando a 10 le squadre partecipanti dalla presente stagione. Al torneo parteciparono: Amatori Modena, DLF Trieste, Marzotto Valdagno, Monza, Novara, Pirelli, Triestina. Inoltre parteciparono le neopromosse Lazio e Forza e Costanza; per completare l'organico della massima serie venne ripescata l'Edera Trieste.

### Formula
La formula del campionato fu la stessa della stagione precedente; la manifestazione fu organizzata con un girone all'italiana, con gare di andata e ritorno per un totale di 18 giornate: erano assegnati 2 punti per l'incontro vinto e un punto a testa per l'incontro pareggiato, mentre non ne era attribuito alcuno per la sconfitta. Al termine del campionato la prima squadra classificata venne proclamata campione d'Italia mentre la nona e la decima classificata retrocedettero in Serie B.

### Avvenimenti
Il campionato iniziò il 22 aprile 1956. La squadra brianzola del Monza prese la testa solitaria della classifica alla quinta giornata di andata e riuscì a terminare il torneo in testa laureandosi così per la terza volta nella sua storia campione d'Italia. Al secondo posto si classificò l'Amatori Modena. Il torneo vide due defezioni: alla quinta giornata si ritirò l'Edera mentre all'ottava la Forza e Costanza. In particolare per l'Edera la fine di questa stagione segnò anche la chiusura della sezione di hockey su pista. Claudio Brezigar della Triestina segnando 42 reti fu capocannoniere del torneo per la seconda volta consecutiva

## Squadre partecipanti
| Club              | Stag.    | Città         | Impianto                  | Stagione precedente                       |
| ----------------- | -------- | ------------- | ------------------------- | ----------------------------------------- |
| Amatori Modena    | dettagli | Modena        | Pista del Rifugio Verde   | 2º in Serie A                             |
| DLF Trieste       | dettagli | Trieste       | Pista di Viale Miramare   | 6º in Serie A                             |
| Edera Trieste     | dettagli | Trieste       | Pista di Viale Miramare   | 8º in Serie A, retrocesso e poi ripescato |
| Forza e Costanza  | n.d.     | Brescia       | ?                         | 2º in Serie B, promosso                   |
| Lazio             | n.d.     | Roma          | ?                         | 1º in Serie B, promosso                   |
| Marzotto Valdagno | dettagli | Valdagno (VI) | Pista Cavalchina          | 5º in Serie A                             |
| Monza             | dettagli | Monza (MI)    | Pista di via Boccaccio    | 3º in Serie A                             |
| Novara            | dettagli | Novara        | Pista in viale Buonarroti | 7º in Serie A                             |
| Pirelli           | n.d.     | Milano        | ?                         | 4º in Serie A                             |
| Triestina         | dettagli | Trieste       | Pista di Viale Miramare   | 1º in Serie A, campione d'Italia          |

### Allenatori e primatisti
| Squadra           | Allenatore     | Cannoniere            |
| ----------------- | -------------- | --------------------- |
| Amatori Modena    |                |                       |
| DLF Trieste       |                |                       |
| Edera Trieste     |                |                       |
| Forza e Costanza  |                |                       |
| Lazio             |                |                       |
| Marzotto Valdagno |                |                       |
| Monza             | Orazio Zorloni |                       |
| Novara            | Angelo Grassi  |                       |
| Pirelli           |                |                       |
| Triestina         | Mario Cergol   | Claudio Brezigar (42) |

## Classifica finale
|  | Pos.    | Squadra                | Pt       | G  | V  | N | P  | GF | GS | DR  |
|  | ------- | ---------------------- | -------- | -- | -- | - | -- | -- | -- | --- |
|  | 1.      | Monza                  | 25       | 14 | 12 | 1 | 1  | 79 | 44 | +35 |
|  | 2.      | Amatori Modena         | 21       | 14 | 10 | 1 | 3  | 66 | 48 | +18 |
|  | 3.      | Lazio                  | 20       | 14 | 10 | 0 | 4  | 76 | 55 | +21 |
|  | 4.      | Triestina              | 15       | 14 | 7  | 1 | 6  | 67 | 58 | +9  |
|  | 5.      | Pirelli                | 12       | 14 | 6  | 0 | 8  | 61 | 58 | +3  |
|  | 6.      | Novara                 | 9        | 14 | 4  | 1 | 9  | 64 | 71 | -7  |
|  | 7.      | DLF Trieste            | 6        | 14 | 3  | 0 | 11 | 29 | 77 | -48 |
|  | 8.      | Marzotto Valdagno (-1) | 3        | 14 | 1  | 2 | 11 | 27 | 58 | -31 |
|  | [ A 2 ] | Forza e Costanza       | Ritirata |    |    |   |    |    |    |     |
|  | [ A 3 ] | Edera Trieste          | Ritirata |    |    |   |    |    |    |     |

Legenda:
      Campione d'Italia.
 Retrocesso in Serie B.
Note:
Due punti a vittoria, uno a pareggio, zero a sconfitta.
Il Marzotto Valdagno fu penalizzato di 1 punto per rinuncia.

## Risultati

### Tabellone
| 1956              | AmMo | Eder | Ferr | FcBs | Lazi | MarV | Monz | Nova | Pire | Trie |
| ----------------- | ---- | ---- | ---- | ---- | ---- | ---- | ---- | ---- | ---- | ---- |
| Amatori Modena    | –––– | 7-5  | 5-1  | 4-2  | 6-3  | 3-2  | 4-4  | 7-6  | 9-5  | 5-4  |
| Edera;e Trieste   | n.d. | –––– | n.d. | 2-4  | n.d. | 5-7  | n.d. | n.d. | n.d. | n.d. |
| Ferroviario       | 0-1  | n.d. | –––– | n.d. | 3-11 | 3-1  | 3-7  | 7-3  | 4-3  | 1-6  |
| Forza e Costanza  | n.d. | n.d. | 2-5  | –––– | n.d. | 1-4  | n.d. | 4-4  | n.d. | 3-6  |
| Lazio             | 4-3  | 9-6  | 4-3  | n.d. | –––– | 9-2  | 6-3  | 6-5  | 5-4  | 7-3  |
| Marzotto Valdagno | 1-4  | n.d. | 6-1  | n.d. | 1-5  | –––– | 3-6  | 2-2  | 0-5  | 1-3  |
| Monza             | 5-4  | n.d. | 10-1 | 6-0  | 5-4  | 5-2  | –––– | 10-4 | 8-4  | 6-4  |
| Novara            | 4-6  | n.d. | 6-1  | n.d. | 3-4  | 5-0  | 3-4  | –––– | 7-3  | 5-2  |
| Pirelli           | 4-6  | n.d. | 8-0  | 9-3  | 6-4  | 1-0  | 1-4  | 8-3  | –––– | 5-2  |
| Triestina         | 5-3  | 15-3 | 6-1  | n.d. | 8-4  | 6-6  | 1-2  | 11-8 | 6-4  | –––– |

### Calendario
| Andata (1ª) | Andata (1ª) | Prima giornata              | Ritorno (10ª) | Ritorno (10ª) |
|             |             |                             |               |               |
| 22 apr.     | 7-5         | Amatori Modena-Edera        | n.d.          | 21 lug.       |
| 22 apr.     | 4-3         | Lazio-DLF Trieste           | 11-3          | 21 lug.       |
| 22 apr.     | 1-3         | Marzotto Valdagno-Triestina | 6-6           | 21 lug.       |
| 22 apr.     | 6-0         | Monza-Forza e Costanza      | n.d.          | 21 lug.       |
| 22 apr.     | 7-3         | Novara-Pirelli              | 3-8           | 21 lug.       |

| Andata (2ª) | Andata (2ª) | Seconda giornata          | Ritorno (11ª) | Ritorno (11ª) |
|             |             |                           |               |               |
| 6 mag.      | 3-7         | DLF Trieste-Monza         | 1-10          | 28 lug.       |
| 6 mag.      | 4-4         | Forza e Costanza-Novara   | n.d.          | 28 lug.       |
| 6 mag.      | 4-3         | Lazio-Amatori Modena      | 3-6           | 28 lug.       |
| 6 mag.      | 1-0         | Pirelli-Marzotto Valdagno | 5-0           | 28 lug.       |
| 6 mag.      | 15-3        | Triestina-Edera           | n.d.          | 28 lug.       |

| Andata (3ª) | Andata (3ª) | Terza giornata                | Ritorno (12ª) | Ritorno (12ª) |
|             |             |                               |               |               |
| 11 mag.     | 5-4         | Amatori Modena-Triestina      | 3-5           | 4 ago.        |
| 11 mag.     | 2-4         | Edera-Forza e Costanza        | n.d.          | 4 ago.        |
| 11 mag.     | 6-1         | Marzotto Valdagno-DLF Trieste | 1-3           | 4 ago.        |
| 11 mag.     | 8-4         | Monza-Pirelli                 | 4-1           | 4 ago.        |
| 11 mag.     | 3-4         | Novara-Lazio                  | 5-6           | 4 ago.        |

| Andata (4ª) | Andata (4ª) | Quarta giornata              | Ritorno (13ª) | Ritorno (13ª) |
|             |             |                              |               |               |
| 13 mag.     | 2-5         | Forza e Costanza-DLF Trieste | n.d.          | 11 ago.       |
| 13 mag.     | 9-6         | Lazio-Edera                  | n.d.          | 11 ago.       |
| 13 mag.     | 2-2         | Marzotto Valdagno-Novara     | 0-5           | 11 ago.       |
| 13 mag.     | 4-6         | Pirelli-Amatori Modena       | 5-9           | 11 ago.       |
| 13 mag.     | 1-2         | Triestina-Monza              | 4-6           | 11 ago.       |

| Andata (5ª) | Andata (5ª) | Quinta giornata            | Ritorno (14ª) | Ritorno (14ª) |
|             |             |                            |               |               |
| 16 mag.     | 7-6         | Amatori Modena-Novara      | 6-4           | 25 ago.       |
| 16 mag.     | 5-7         | Edera-Marzotto Valdagno    | n.d.          | 25 ago.       |
| 16 mag.     | 4-3         | DLF Trieste-Pirelli        | 0-8           | 25 ago.       |
| 16 mag.     | 3-6         | Forza e Costanza-Triestina | n.d.          | 25 ago.       |
| 16 mag.     | 5-4         | Monza-Lazio                | 3-6           | 25 ago.       |

| Andata (6ª) | Andata (6ª) | Sesta giornata           | Ritorno (15ª) | Ritorno (15ª) |
|             |             |                          |               |               |
| 23 giu.     | 1-6         | DLF Trieste-Triestina    | 1-6           | 1 set.        |
| 23 giu.     | 9-2         | Lazio-Marzotto Valdagno  | 5-1           | 1 set.        |
| 23 giu.     | 5-4         | Monza-Amatori Modena     | 4-4           | 1 set.        |
| 23 giu.     | 9-3         | Pirelli-Forza e Costanza | n.d.          | 1 set.        |
| 23 giu.     | n.d.        | Novara-Edera             | n.d.          | 1 set.        |

| Andata (7ª) | Andata (7ª) | Settima giornata                | Ritorno (16ª) | Ritorno (16ª) |
|             |             |                                 |               |               |
| 1º lug.     | 4-2         | Amatori Modena-Forza e Costanza | n.d.          | 8 set.        |
| 1º lug.     | 3-6         | Marzotto Valdagno-Monza         | 2-5           | 8 set.        |
| 1º lug.     | 6-1         | Novara-DLF Trieste              | 3-7           | 8 set.        |
| 1º lug.     | 8-4         | Triestina-Lazio                 | 3-7           | 8 set.        |
| 1º lug.     | n.d.        | Edera-Pirelli                   | n.d.          | 8 set.        |

| Andata (8ª) | Andata (8ª) | Ottava giornata                    | Ritorno (17ª) | Ritorno (17ª) |
|             |             |                                    |               |               |
| 8 lug.      | 5-1         | Amatori Modena-DLF Trieste         | 1-0           | 15 set.       |
| 8 lug.      | 1-4         | Forza e Costanza-Marzotto Valdagno | n.d.          | 15 set.       |
| 8 lug.      | 5-4         | Lazio-Pirelli                      | 4-6           | 15 set.       |
| 8 lug.      | 11-8        | Triestina-Novara                   | 2-5           | 15 set.       |
| 8 lug.      | n.d.        | Monza-Edera                        | n.d.          | 15 set.       |

| \| Andata (9ª) \| Andata (9ª) \| Nona giornata \| Ritorno (18ª) \| Ritorno (18ª) \| \| \| \| \| \| \| \| 15 lug. \| 1-4 \| Marzotto Valdagno-Amatori Modena \| 2-3 \| 22 set. \| \| 15 lug. \| 3-4 \| Novara-Monza \| 4-10 \| 22 set. \| \| 15 lug. \| 5-2 \| Pirelli-Triestina \| 4-6 \| 22 set. \| \| 15 lug. \| n.d. \| Edera-DLF Trieste \| n.d. \| 22 set. \| \| 15 lug. \| n.d. \| Forza e Costanza-Lazio \| n.d. \| 22 set. \| |             |                                  |               |               |
| Andata (9ª) | Andata (9ª) | Nona giornata                    | Ritorno (18ª) | Ritorno (18ª) |
| |             |                                  |               |               |
| 15 lug. | 1-4         | Marzotto Valdagno-Amatori Modena | 2-3           | 22 set.       |
| 15 lug. | 3-4         | Novara-Monza                     | 4-10          | 22 set.       |
| 15 lug. | 5-2         | Pirelli-Triestina                | 4-6           | 22 set.       |
| 15 lug. | n.d.        | Edera-DLF Trieste                | n.d.          | 22 set.       |
| 15 lug. | n.d.        | Forza e Costanza-Lazio           | n.d.          | 22 set.       |

## Verdetti
| Verdetto               | Club                           |
| ---------------------- | ------------------------------ |
| Campione d'Italia 1956 | Monza (3º titolo)              |
| Retrocesse in Serie B  | Forza e Costanza Edera Trieste |

### Squadra campione
| N° | Naz.              | Ruolo | Sportivo          |  |  |  |
| -- | ----------------- | ----- | ----------------- |  |  |  |
| ?  | Italia (bandiera) | P     | Bruno Bolis       |  |  |  |
| ?  | Italia (bandiera) | E     | Cesare Bosisio    |  |  |  |
| ?  | Italia (bandiera) | E     | Aldo Gelmini      |  |  |  |
| ?  | Italia (bandiera) | E     | Maurizio Gelmini  |  |  |  |
| ?  | Italia (bandiera) | E     | Emilio Levati     |  |  |  |
| ?  | Italia (bandiera) | E     | Gianni Pennati    |  |  |  |
| ?  | Italia (bandiera) | E     | Vincenzo Villa    |  |  |  |
| ?  | Italia (bandiera) | E     | Alberto Zaffaroni |  |  |  |

- Allenatore:  Orazio Zorloni

## Statistiche del torneo

### Capoliste solitarie
|    | —— | —— | —— | ——    | —— | —— | —— | —— | ——  | ——  | ——  | ——  | ——  | ——  | ——  | ——  | ——  | —— |  |
|    |    |    |    | Monza |    |    |    |    |     |     |     |     |     |     |     |     |     |    |  |
|    |    |    |    |       |    |    |    |    |     |     |     |     |     |     |     |     |     |    |  |
|    |    |    |    |       |    |    |    |    |     |     |     |     |     |     |     |     |     |    |  |
| 1ª | 2ª | 3ª | 4ª | 5ª    | 6ª | 7ª | 8ª | 9ª | 10ª | 11ª | 12ª | 13ª | 14ª | 15ª | 16ª | 17ª | 18ª |    |  |

### Classifica in divenire
|                  | 1ª | 2ª | 3ª | 4ª | 5ª | 6ª | 7ª | 8ª | 9ª | 10ª | 11ª | 12ª | 13ª | 14ª | 15ª | 16ª | 17ª | 18ª |
| ---------------- | -- | -- | -- | -- | -- | -- | -- | -- | -- | --- | --- | --- | --- | --- | --- | --- | --- | --- |
| Amatori Modena   | 0  | 0  | 2  | 4  | 6  | 6  | 6  | 8  | 10 | 10  | 12  | 12  | 14  | 16  | 17  | 17  | 19  | 21  |
| DLF Trieste      | 0  | 0  | 0  | 0  | 2  | 2  | 2  | 2  | 2  | 2   | 2   | 4   | 4   | 4   | 4   | 6   | 6   | 6   |
| Edera Trieste    |    |    |    |    |    |    |    |    |    |     |     |     |     |     |     |     |     |     |
| Forza e Costanza |    |    |    |    |    |    |    |    |    |     |     |     |     |     |     |     |     |     |
| Lazio            | 2  | 4  | 6  | 6  | 6  | 8  | 8  | 10 | 10 | 12  | 12  | 14  | 14  | 16  | 18  | 20  | 20  | 20  |
| Marzotto V.      | 0  | 0  | 2  | 3  | 3  | 3  | 3  | 3  | 3  | 4   | 4   | 4   | 4   | 4   | 4   | 4   | 4   | 4   |
| Monza            | 0  | 2  | 4  | 6  | 8  | 10 | 12 | 12 | 14 | 14  | 16  | 18  | 20  | 20  | 21  | 23  | 23  | 25  |
| Novara           | 2  | 2  | 2  | 3  | 3  | 3  | 5  | 5  | 5  | 5   | 5   | 5   | 7   | 7   | 7   | 7   | 9   | 9   |
| Pirelli          | 0  | 2  | 2  | 2  | 2  | 2  | 2  | 2  | 4  | 6   | 8   | 8   | 8   | 10  | 10  | 10  | 12  | 12  |
| Triestina        | 2  | 2  | 2  | 2  | 2  | 4  | 6  | 8  | 8  | 9   | 9   | 11  | 11  | 11  | 13  | 13  | 13  | 15  |

### Record squadre
- Maggior numero di vittorie: Monza (12)
- Minor numero di vittorie: Marzotto Valdagno (1)
- Maggior numero di pareggi: Marzotto Valdagno (2)
- Minor numero di pareggi: Lazio e Pirelli (0)
- Maggior numero di sconfitte: DLF Trieste e Marzotto Valdagno (11)
- Minor numero di sconfitte: Monza (1)
- Miglior attacco: Monza (79 reti realizzate)
- Peggior attacco: Marzotto Valdagno (27 reti realizzate)
- Miglior difesa: Monza (44 reti subite)
- Peggior difesa: DLF Trieste (77 reti subite)
- Miglior differenza reti: Monza (+35)
- Peggior differenza reti: DLF Trieste (-48)

### Classifica cannonieri
| Gol |  |  | Giocatore        | Squadra   |
| --- |  |  | ---------------- | --------- |
| 42  |  |  | Claudio Brezigar | Triestina |